# 시브리난쟁이여우원숭이
시브리난쟁이여우원숭이(Cheirogaleus sibreei)는 마다가스카르에서 발견되는 작은 야행성 여우원숭이의 일종이다. 이 난쟁이여우원숭이의 이름은 영국인 선교사이자 박물학자인 제임스 시브리(1836-1929)를 기리기 위해 지어졌다. 2010년, 한 연구팀은 유일하게 알려진 시브리난쟁이여우원숭이들의 현존하는 개체군을 몇 년전에 발견한 있다고 확인했다. 이 종은 그들이 처음 기록된 숲 서식지가 파괴됨에 따라서 멸종된 것으로 오랫동안 믿어져 왔다. 이는 또한 하나의 유일한 종으로써 시브리난쟁이여우원숭이를 처음으로 확인한 것이다.